# Pappinisseri
 Pappinisseri es una ciudad censal situada en el distrito de Kannur en el estado de Kerala (India). Su población es de 35134 habitantes (2011). Se encuentra a 9 km de Kannur.

## Demografía
Según el censo de 2011 la población de Pappinisseri era de 35134 habitantes, de los cuales 15988 eran hombres y 19146 eran mujeres. Pappinisseri tiene una tasa media de alfabetización del 95,55%, superior a la media estatal del 94%: la alfabetización masculina es del 97,56%, y la alfabetización femenina del 93,90%.